# Campionato mondiale femminile di pallavolo 2022
Il campionato mondiale femminile di pallavolo 2022 si è svolto dal 23 settembre al 15 ottobre 2022 a Apeldoorn, Arnhem e Rotterdam, nei Paesi Bassi, e a Danzica, Gliwice e Łódź, in Polonia: al torneo hanno partecipato ventiquattro squadre nazionali e la vittoria finale è andata per la seconda volta consecutiva alla Serbia.

## Impianti
|                                                                             |                                                                |                                                                        |
|                                                                             |                                                                |                                                                        |
| Omnisport Apeldoorn Città: Apeldoorn Capienza: 10 000 Anno d'apertura: 2008 | GelreDome Città: Arnhem Capienza: 21 248 Anno d'apertura: 1998 | Ergo Arena Città: Danzica Capienza: 11 409 Anno d'apertura: 2010       |
|                                                                             |                                                                |                                                                        |
| Gliwice Arena Città: Gliwice Capienza: 13 752 Anno d'apertura: 2018         | Atlas Arena Città: Łódź Capienza: 13 805 Anno d'apertura: 2009 | Rotterdam Ahoy Città: Rotterdam Capienza: 16 426 Anno d'apertura: 1971 |

## Regolamento

### Formula
La formula ha previsto:
- Prima fase, disputata con girone all'italiana: le prime quattro classificate di ogni girone hanno acceduto alla seconda fase.
- Seconda fase, disputata con girone all'italiana, conservando i risultati della prima fase: le prime quattro classificate di ogni girone hanno acceduto alla fase finale.
- Fase finale, disputata con quarti di finale, semifinali, finale per il terzo posto e finale, giocate con gara unica[2].

### Criteri di classifica
Se il risultato finale è stato di 3-0 o 3-1 sono stati assegnati 3 punti alla squadra vincente e 0 a quella sconfitta, se il risultato finale è stato di 3-2 sono stati assegnati 2 punti alla squadra vincente e 1 a quella sconfitta.
L'ordine del posizionamento in classifica è stato definito in base a:
- Numero di partite vinte;
- Punti;
- Ratio dei set vinti/persi;
- Ratio dei punti realizzati/subiti;
- Risultati degli scontri diretti.

## Squadre partecipanti
| Squadra         | Qualificazione                                       | Ultima partecipazione |
| --------------- | ---------------------------------------------------- | --------------------- |
| Argentina       | 9ª nel rankings FIVB tra le squadre non qualificate  | Giappone 2018         |
| Belgio          | 4ª nel rankings FIVB tra le squadre non qualificate  | Italia 2014           |
| Brasile         | 1ª al campionato sudamericano 2021                   | Giappone 2018         |
| Bulgaria        | 6ª nel rankings FIVB tra le squadre non qualificate  | Giappone 2018         |
| Camerun         | 1ª al campionato africano 2021                       | Giappone 2018         |
| Canada          | 7ª nel rankings FIVB tra le squadre non qualificate  | Giappone 2018         |
| Cina            | 1ª nel ranking AVC                                   | Giappone 2018         |
| Colombia        | 2ª al campionato sudamericano 2021                   | Debutto               |
| Corea del Sud   | 5ª nel rankings FIVB tra le squadre non qualificate  | Giappone 2018         |
| Croazia         | Wild card                                            | Italia 2014           |
| Germania        | 3ª nel rankings FIVB tra le squadre non qualificate  | Giappone 2018         |
| Giappone        | 2ª nel ranking AVC                                   | Giappone 2018         |
| Italia          | 1ª al campionato europeo 2021                        | Giappone 2018         |
| Kazakistan      | 11ª nel rankings FIVB tra le squadre non qualificate | Giappone 2018         |
| Kenya           | 2ª al campionato africano 2021                       | Giappone 2018         |
| Paesi Bassi     | Paese organizzatore                                  | Giappone 2018         |
| Polonia         | Paese organizzatore                                  | Giappone 2010         |
| Porto Rico      | 2ª al campionato nordamericano 2021                  | Giappone 2018         |
| Rep. Ceca       | 10ª nel rankings FIVB tra le squadre non qualificate | Giappone 2010         |
| Rep. Dominicana | 1ª al campionato nordamericano 2021                  | Giappone 2018         |
| Serbia          | 1ª al campionato mondiale 2018                       | Giappone 2018         |
| Stati Uniti     | 1ª nel rankings FIVB tra le squadre non qualificate  | Giappone 2018         |
| Thailandia      | 8ª nel rankings FIVB tra le squadre non qualificate  | Giappone 2018         |
| Turchia         | 3ª al campionato europeo 2021                        | Giappone 2018         |

## Torneo

### Prima fase
| Girone A    | Girone B        | Girone C    | Girone D  |
| ----------- | --------------- | ----------- | --------- |
| Belgio      | Corea del Sud   | Bulgaria    | Argentina |
| Camerun     | Croazia         | Canada      | Brasile   |
| Italia      | Polonia         | Germania    | Cina      |
| Kenya       | Rep. Dominicana | Kazakistan  | Colombia  |
| Paesi Bassi | Thailandia      | Serbia      | Giappone  |
| Porto Rico  | Turchia         | Stati Uniti | Rep. Ceca |

#### Girone A

##### Risultati
| 23 settembre 2022 GelreDome, Arnhem Durata: 1h:06 - Spettatori: 6 622  | Paesi Bassi | 3 - 0 | Kenya      | 25-11, 25-17, 25-11        |
| 24 settembre 2022 GelreDome, Arnhem Durata: 1h:24 - Spettatori: 750    | Belgio      | 3 - 0 | Porto Rico | 25-15, 27-25, 25-15        |
| 24 settembre 2022 GelreDome, Arnhem Durata: 0h:58 - Spettatori: 800    | Italia      | 3 - 0 | Camerun    | 25-10, 25-12, 25-16        |
| 25 settembre 2022 GelreDome, Arnhem Durata: 1h:07 - Spettatori: 400    | Belgio      | 3 - 0 | Kenya      | 25-15, 25-14, 25-11        |
| 25 settembre 2022 GelreDome, Arnhem Durata: 1h:04 - Spettatori: 4 337  | Paesi Bassi | 3 - 0 | Camerun    | 25-11, 25-20, 25-13        |
| 26 settembre 2022 GelreDome, Arnhem Durata: 1h:23 - Spettatori: 720    | Italia      | 3 - 0 | Porto Rico | 28-26, 25-21, 26-24        |
| 27 settembre 2022 GelreDome, Arnhem Durata: 1h:50 - Spettatori: 1 237  | Italia      | 3 - 1 | Belgio     | 21-25, 30-28, 29-27, 25-9  |
| 27 settembre 2022 GelreDome, Arnhem Durata: 1h:19 - Spettatori: 473    | Camerun     | 0 - 3 | Kenya      | 20-25, 25-27, 19-25        |
| 28 settembre 2022 GelreDome, Arnhem Durata: 1h:49 - Spettatori: 9 000  | Paesi Bassi | 3 - 1 | Porto Rico | 23-25, 25-20, 25-16, 25-15 |
| 29 settembre 2022 GelreDome, Arnhem Durata: 1h:10 - Spettatori: 257    | Italia      | 3 - 0 | Kenya      | 25-15, 25-23, 25-17        |
| 29 settembre 2022 GelreDome, Arnhem Durata: 1h:10 - Spettatori: 421    | Porto Rico  | 3 - 0 | Camerun    | 25-23, 25-16, 25-11        |
| 30 settembre 2022 GelreDome, Arnhem Durata: 1h:56 - Spettatori: 10 000 | Paesi Bassi | 1 - 3 | Belgio     | 16-25, 23-25, 26-24, 25-27 |
| 1º ottobre 2022 GelreDome, Arnhem Durata: 1h:52 - Spettatori: 1 000    | Porto Rico  | 3 - 1 | Kenya      | 25-15, 19-25, 25-18, 25-20 |
| 2 ottobre 2022 GelreDome, Arnhem Durata: 1h:01 - Spettatori: 400       | Belgio      | 3 - 0 | Camerun    | 25-8, 25-19, 25-14         |
| 2 ottobre 2022 GelreDome, Arnhem Durata: 1h:30 - Spettatori: 10 000    | Paesi Bassi | 1 - 3 | Italia     | 13-25, 25-22, 16-25, 21-25 |

##### Classifica
| Pos. | Squadra     | Pt | G | V | P | SV | SP | Ratio | PF  | PS  | Ratio |
| ---- | ----------- | -- | - | - | - | -- | -- | ----- | --- | --- | ----- |
| 1.   | Italia      | 15 | 5 | 5 | 0 | 15 | 2  | 7,500 | 431 | 328 | 1,314 |
| 2.   | Belgio      | 12 | 5 | 4 | 1 | 13 | 4  | 3,250 | 417 | 331 | 1,259 |
| 3.   | Paesi Bassi | 9  | 5 | 3 | 2 | 11 | 7  | 1,571 | 413 | 357 | 1,156 |
| 4.   | Porto Rico  | 6  | 5 | 2 | 3 | 7  | 10 | 0,700 | 371 | 382 | 0,971 |
| 5.   | Kenya       | 3  | 5 | 1 | 4 | 4  | 12 | 0,333 | 289 | 383 | 0,754 |
| 6.   | Camerun     | 0  | 5 | 0 | 5 | 0  | 15 | 0,000 | 237 | 377 | 0,628 |

      Qualificata alla seconda fase.

#### Girone B

##### Risultati
| 23 settembre 2022 GelreDome, Arnhem Durata: 1h:44 - Spettatori: 1 145   | Polonia         | 3 - 1 | Croazia         | 25-19, 21-25, 25-23, 25-15        |
| 24 settembre 2022 GelreDome, Arnhem Durata: 2h:14 - Spettatori: 5 300   | Turchia         | 2 - 3 | Thailandia      | 25-17, 29-31, 25-22, 19-25, 13-15 |
| 24 settembre 2022 GelreDome, Arnhem Durata: 1h:08 - Spettatori: 5 200   | Rep. Dominicana | 3 - 0 | Corea del Sud   | 25-19, 25-12, 25-15               |
| 27 settembre 2022 Ergo Arena, Danzica Durata: 1h:09 - Spettatori: 227   | Turchia         | 3 - 0 | Corea del Sud   | 25-14, 25-13, 25-13               |
| 27 settembre 2022 Ergo Arena, Danzica Durata: 1h:17 - Spettatori: 702   | Rep. Dominicana | 3 - 0 | Croazia         | 25-20, 25-15, 25-21               |
| 27 settembre 2022 Ergo Arena, Danzica Durata: 1h:08 - Spettatori: 3 003 | Polonia         | 3 - 0 | Thailandia      | 25-17, 25-17, 25-17               |
| 28 settembre 2022 Ergo Arena, Danzica Durata: 1h:11 - Spettatori: 219   | Thailandia      | 3 - 0 | Croazia         | 25-18, 25-13, 25-21               |
| 28 settembre 2022 Ergo Arena, Danzica Durata: 2h:08 - Spettatori: 964   | Turchia         | 3 - 2 | Rep. Dominicana | 21-25, 25-21, 25-18, 16-25, 15-13 |
| 28 settembre 2022 Ergo Arena, Danzica Durata: 1h:08 - Spettatori: 3 196 | Polonia         | 3 - 0 | Corea del Sud   | 25-17, 25-18, 25-16               |
| 29 settembre 2022 Ergo Arena, Danzica Durata: 1h:13 - Spettatori: 258   | Corea del Sud   | 0 - 3 | Thailandia      | 13-25, 15-25, 14-25               |
| 29 settembre 2022 Ergo Arena, Danzica Durata: 1h:01 - Spettatori: 1 134 | Turchia         | 3 - 0 | Croazia         | 25-14, 25-12, 25-12               |
| 29 settembre 2022 Ergo Arena, Danzica Durata: 1h:51 - Spettatori: 5 368 | Polonia         | 1 - 3 | Rep. Dominicana | 25-18, 22-25, 21-25, 21-25        |
| 1º ottobre 2022 Ergo Arena, Danzica Durata: 2h:17 - Spettatori: 610     | Rep. Dominicana | 2 - 3 | Thailandia      | 29-31, 25-16, 25-21, 22-25, 11-15 |
| 1º ottobre 2022 Ergo Arena, Danzica Durata: 2h:00 - Spettatori: 2 083   | Corea del Sud   | 3 - 1 | Croazia         | 25-21, 27-29, 27-25, 25-23        |
| 1º ottobre 2022 Ergo Arena, Danzica Durata: 2h:12 - Spettatori: 7 701   | Polonia         | 2 - 3 | Turchia         | 25-22, 23-25, 22-25, 25-18, 11-15 |

##### Classifica
| Pos. | Squadra         | Pt | G | V | P | SV | SP | Ratio | PF  | PS  | Ratio |
| ---- | --------------- | -- | - | - | - | -- | -- | ----- | --- | --- | ----- |
| 1.   | Turchia         | 11 | 5 | 4 | 1 | 14 | 7  | 2,000 | 468 | 396 | 1,181 |
| 2.   | Thailandia      | 10 | 5 | 4 | 1 | 12 | 7  | 1,714 | 419 | 392 | 1,068 |
| 3.   | Rep. Dominicana | 11 | 5 | 3 | 2 | 13 | 7  | 1,857 | 457 | 401 | 1,139 |
| 4.   | Polonia         | 10 | 5 | 3 | 2 | 12 | 7  | 1,714 | 441 | 382 | 1,154 |
| 5.   | Corea del Sud   | 3  | 5 | 1 | 4 | 3  | 13 | 0,230 | 283 | 398 | 0,711 |
| 6.   | Croazia         | 0  | 5 | 0 | 5 | 2  | 15 | 0,133 | 326 | 425 | 0,767 |

      Qualificata alla seconda fase.

#### Girone C

##### Risultati
| 24 settembre 2022 GelreDome, Arnhem Durata: 1h:08 - Spettatori: 1 361 | Stati Uniti | 3 - 0 | Kazakistan | 25-16, 25-13, 25-22              |
| 25 settembre 2022 GelreDome, Arnhem Durata: 1h:44 - Spettatori: 2 200 | Germania    | 3 - 1 | Bulgaria   | 25-22, 21-25, 25-23, 25-21       |
| 25 settembre 2022 GelreDome, Arnhem Durata: 1h:08 - Spettatori: 850   | Serbia      | 3 - 0 | Canada     | 25-23, 25-16, 25-20              |
| 26 settembre 2022 GelreDome, Arnhem Durata: 1h:12 - Spettatori: 350   | Germania    | 3 - 0 | Kazakistan | 25-15, 25-18, 25-21              |
| 26 settembre 2022 GelreDome, Arnhem Durata: 2h:08 - Spettatori: 300   | Serbia      | 3 - 2 | Bulgaria   | 25-21, 22-25, 25-27, 25-21, 15-9 |
| 26 settembre 2022 GelreDome, Arnhem Durata: 1h:13 - Spettatori: 800   | Stati Uniti | 3 - 0 | Canada     | 25-19, 26-24, 25-15              |
| 29 settembre 2022 Atlas Arena, Łódź Durata: 1h:03 - Spettatori: 134   | Canada      | 3 - 0 | Kazakistan | 25-14, 25-16, 25-11              |
| 29 settembre 2022 Atlas Arena, Łódź Durata: 1h:14 - Spettatori: 307   | Serbia      | 3 - 0 | Germania   | 25-23, 25-22, 25-23              |
| 29 settembre 2022 Atlas Arena, Łódź Durata: 1h:29 - Spettatori: 675   | Stati Uniti | 3 - 1 | Bulgaria   | 25-14, 23-25, 25-11, 25-15       |
| 30 settembre 2022 Atlas Arena, Łódź Durata: 0h:58 - Spettatori: 150   | Serbia      | 3 - 0 | Kazakistan | 25-13, 25-17, 25-10              |
| 30 settembre 2022 Atlas Arena, Łódź Durata: 1h:38 - Spettatori: 275   | Bulgaria    | 1 - 3 | Canada     | 21-25, 27-25, 20-25, 15-25       |
| 30 settembre 2022 Atlas Arena, Łódź Durata: 1h:02 - Spettatori: 722   | Stati Uniti | 3 - 0 | Germania   | 25-17, 25-13, 26-24              |
| 1º ottobre 2022 Atlas Arena, Łódź Durata: 1h:07 - Spettatori: 199     | Bulgaria    | 3 - 0 | Kazakistan | 25-18, 25-22, 25-18              |
| 1º ottobre 2022 Atlas Arena, Łódź Durata: 1h:52 - Spettatori: 521     | Germania    | 2 - 3 | Canada     | 25-12, 26-24, 23-25, 18-25, 9-15 |
| 1º ottobre 2022 Atlas Arena, Łódź Durata: 1h:06 - Spettatori: 1 022   | Stati Uniti | 0 - 3 | Serbia     | 20-25, 23-25, 13-25              |

##### Classifica
| Pos. | Squadra     | Pt | G | V | P | SV | SP | Ratio | PF  | PS  | Ratio |
| ---- | ----------- | -- | - | - | - | -- | -- | ----- | --- | --- | ----- |
| 1.   | Serbia      | 14 | 5 | 5 | 0 | 15 | 2  | 7,500 | 412 | 326 | 1,263 |
| 2.   | Stati Uniti | 12 | 5 | 4 | 1 | 12 | 4  | 3,000 | 381 | 303 | 1,257 |
| 3.   | Canada      | 8  | 5 | 3 | 2 | 9  | 9  | 1,000 | 393 | 376 | 1,045 |
| 4.   | Germania    | 7  | 5 | 2 | 3 | 8  | 10 | 0,800 | 394 | 397 | 0,992 |
| 5.   | Bulgaria    | 4  | 5 | 1 | 4 | 8  | 12 | 0,666 | 417 | 464 | 0,898 |
| 6.   | Kazakistan  | 0  | 5 | 0 | 5 | 0  | 15 | 0,000 | 244 | 375 | 0,650 |

      Qualificata alla seconda fase.

#### Girone D

##### Risultati
| 24 settembre 2022 GelreDome, Arnhem Durata: 1h:47 - Spettatori: 1 550 | Brasile   | 3 - 1 | Rep. Ceca | 25-20, 25-16, 22-25, 25-18       |
| 25 settembre 2022 GelreDome, Arnhem Durata: 1h:18 - Spettatori: 850   | Cina      | 3 - 0 | Argentina | 25-23, 25-22, 25-20              |
| 25 settembre 2022 GelreDome, Arnhem Durata: 1h:17 - Spettatori: 400   | Giappone  | 3 - 0 | Colombia  | 25-20, 25-22, 25-17              |
| 26 settembre 2022 GelreDome, Arnhem Durata: 1h:09 - Spettatori: 220   | Giappone  | 3 - 0 | Rep. Ceca | 25-15, 25-20, 25-12              |
| 26 settembre 2022 GelreDome, Arnhem Durata: 1h:10 - Spettatori: 2 200 | Brasile   | 3 - 0 | Argentina | 25-19, 25-13, 25-21              |
| 27 settembre 2022 GelreDome, Arnhem Durata: 1h:08 - Spettatori: 300   | Cina      | 3 - 0 | Colombia  | 25-16, 25-21, 25-16              |
| 28 settembre 2022 GelreDome, Arnhem Durata: 1h:18 - Spettatori: 450   | Cina      | 3 - 0 | Giappone  | 28-26, 25-17, 29-27              |
| 28 settembre 2022 GelreDome, Arnhem Durata: 1h:05 - Spettatori: 325   | Brasile   | 3 - 0 | Colombia  | 25-14, 25-12, 25-20              |
| 28 settembre 2022 GelreDome, Arnhem Durata: 1h:51 - Spettatori: 2 000 | Argentina | 3 - 1 | Rep. Ceca | 25-20, 20-25, 25-22, 25-22       |
| 30 settembre 2022 GelreDome, Arnhem Durata: 1h:27 - Spettatori: 150   | Cina      | 3 - 0 | Rep. Ceca | 25-19, 25-22, 27-25              |
| 30 settembre 2022 GelreDome, Arnhem Durata: 1h:40 - Spettatori: 215   | Brasile   | 1 - 3 | Giappone  | 22-25, 19-25, 25-17, 20-25       |
| 30 settembre 2022 GelreDome, Arnhem Durata: 2h:13 - Spettatori: 3 700 | Colombia  | 2 - 3 | Argentina | 25-19, 17-25, 29-27, 20-25, 8-15 |
| 1º ottobre 2022 GelreDome, Arnhem Durata: 1h:47 - Spettatori: 10 000  | Brasile   | 3 - 1 | Cina      | 23-25, 25-17, 25-22, 25-22       |
| 1º ottobre 2022 GelreDome, Arnhem Durata: 1h:44 - Spettatori: 326     | Colombia  | 1 - 3 | Rep. Ceca | 22-25, 13-25, 25-19, 18-25       |
| 2 ottobre 2022 GelreDome, Arnhem Durata: 1h:10 - Spettatori: 4 750    | Giappone  | 3 - 0 | Argentina | 25-17, 25-19, 25-17              |

##### Classifica
| Pos. | Squadra   | Pt | G | V | P | SV | SP | Ratio | PF  | PS  | Ratio |
| ---- | --------- | -- | - | - | - | -- | -- | ----- | --- | --- | ----- |
| 1.   | Cina      | 12 | 5 | 4 | 1 | 13 | 3  | 4,333 | 395 | 352 | 1,122 |
| 2.   | Giappone  | 12 | 5 | 4 | 1 | 12 | 4  | 3,000 | 387 | 327 | 1,183 |
| 3.   | Brasile   | 12 | 5 | 4 | 1 | 13 | 5  | 2,600 | 431 | 356 | 1,210 |
| 4.   | Argentina | 5  | 5 | 2 | 3 | 6  | 12 | 0,500 | 377 | 413 | 0,912 |
| 5.   | Rep. Ceca | 3  | 5 | 1 | 4 | 5  | 13 | 0,384 | 375 | 422 | 0,888 |
| 6.   | Colombia  | 1  | 5 | 0 | 5 | 3  | 15 | 0,200 | 335 | 430 | 0,779 |

      Qualificata alla seconda fase.

### Seconda fase
| Girone E    | Girone F        |
| ----------- | --------------- |
| Argentina   | Canada          |
| Brasile     | Germania        |
| Belgio      | Polonia         |
| Cina        | Rep. Dominicana |
| Giappone    | Serbia          |
| Italia      | Stati Uniti     |
| Paesi Bassi | Thailandia      |
| Porto Rico  | Turchia         |

#### Girone E

##### Risultati
| 4 ottobre 2022 Rotterdam Ahoy, Rotterdam Durata: 1h:39 - Spettatori: 250   | Giappone    | 3 - 1 | Belgio      | 21-25, 25-20, 25-16, 25-22        |
| 4 ottobre 2022 Rotterdam Ahoy, Rotterdam Durata: 2h:15 - Spettatori: 400   | Italia      | 2 - 3 | Brasile     | 20-25, 25-22, 25-22, 21-25, 15-17 |
| 4 ottobre 2022 Rotterdam Ahoy, Rotterdam Durata: 1h:32 - Spettatori: 2 400 | Paesi Bassi | 3 - 1 | Argentina   | 22-25, 25-18, 25-12, 25-13        |
| 5 ottobre 2022 Rotterdam Ahoy, Rotterdam Durata: 1h:36 - Spettatori: 200   | Italia      | 3 - 1 | Giappone    | 20-25, 25-20, 25-14, 25-15        |
| 5 ottobre 2022 Rotterdam Ahoy, Rotterdam Durata: 1h:11 - Spettatori: 295   | Cina        | 3 - 0 | Porto Rico  | 25-15, 25-19, 25-21               |
| 5 ottobre 2022 Rotterdam Ahoy, Rotterdam Durata: 1h:16 - Spettatori: 350   | Belgio      | 3 - 0 | Argentina   | 25-16, 25-23, 25-23               |
| 6 ottobre 2022 Rotterdam Ahoy, Rotterdam Durata: 0h:58 - Spettatori: 250   | Brasile     | 3 - 0 | Porto Rico  | 25-11, 25-13, 25-15               |
| 6 ottobre 2022 Rotterdam Ahoy, Rotterdam Durata: 1h:53 - Spettatori: 3 400 | Cina        | 3 - 2 | Paesi Bassi | 22-25, 25-21, 25-15, 18-25, 15-12 |
| 7 ottobre 2022 Rotterdam Ahoy, Rotterdam Durata: 1h:12 - Spettatori: 220   | Giappone    | 3 - 0 | Porto Rico  | 25-16, 25-19, 25-21               |
| 7 ottobre 2022 Rotterdam Ahoy, Rotterdam Durata: 1h:06 - Spettatori: 350   | Italia      | 3 - 0 | Argentina   | 25-19, 25-18, 25-17               |
| 8 ottobre 2022 Rotterdam Ahoy, Rotterdam Durata: 1h:15 - Spettatori: 4 250 | Brasile     | 3 - 0 | Paesi Bassi | 25-19, 25-19, 25-20               |
| 8 ottobre 2022 Rotterdam Ahoy, Rotterdam Durata: 1h:14 - Spettatori: 4 200 | Italia      | 3 - 0 | Cina        | 26-24, 25-16, 25-20               |
| 8 ottobre 2022 Rotterdam Ahoy, Rotterdam Durata: 1h:37 - Spettatori: 3 100 | Brasile     | 3 - 1 | Belgio      | 26-28, 25-17, 25-11, 25-16        |
| 9 ottobre 2022 Rotterdam Ahoy, Rotterdam Durata: 1h:12 - Spettatori: 4 000 | Cina        | 3 - 0 | Belgio      | 25-18, 25-18, 27-25               |
| 9 ottobre 2022 Rotterdam Ahoy, Rotterdam Durata: 1h:22 - Spettatori: 6 500 | Giappone    | 3 - 0 | Paesi Bassi | 25-23, 25-23, 25-21               |
| 9 ottobre 2022 Rotterdam Ahoy, Rotterdam Durata: 1h:37 - Spettatori: 950   | Porto Rico  | 3 - 1 | Argentina   | 20-25, 25-15, 25-20, 25-23        |

##### Classifica
| Pos. | Squadra     | Pt | G | V | P | SV | SP | Ratio | PF  | PS  | Ratio |
| ---- | ----------- | -- | - | - | - | -- | -- | ----- | --- | --- | ----- |
| 1.   | Italia      | 25 | 9 | 8 | 1 | 26 | 6  | 4,333 | 783 | 627 | 1,248 |
| 2.   | Brasile     | 23 | 9 | 8 | 1 | 25 | 8  | 3,125 | 793 | 631 | 1,256 |
| 3.   | Giappone    | 21 | 9 | 7 | 2 | 22 | 8  | 2,750 | 707 | 628 | 1,125 |
| 4.   | Cina        | 20 | 9 | 7 | 2 | 22 | 8  | 2,750 | 712 | 642 | 1,109 |
| 5.   | Belgio      | 15 | 9 | 5 | 4 | 18 | 13 | 1,384 | 708 | 667 | 1,061 |
| 6.   | Paesi Bassi | 13 | 9 | 4 | 5 | 16 | 17 | 0,941 | 733 | 680 | 1,077 |
| 7.   | Porto Rico  | 9  | 9 | 3 | 6 | 10 | 20 | 0,500 | 616 | 690 | 0,892 |
| 8.   | Argentina   | 5  | 9 | 2 | 7 | 8  | 24 | 0,333 | 644 | 755 | 0,852 |

      Qualificata ai quarti di finale.

#### Girone F

##### Risultati
| 4 ottobre 2022 Atlas Arena, Łódź Durata: 1h:37 - Spettatori: 101   | Thailandia      | 1 - 3 | Canada          | 19-25, 21-25, 25-23, 22-25        |
| 4 ottobre 2022 Atlas Arena, Łódź Durata: 1h:36 - Spettatori: 1 231 | Stati Uniti     | 3 - 1 | Rep. Dominicana | 21-25, 25-19, 25-20, 25-14        |
| 4 ottobre 2022 Atlas Arena, Łódź Durata: 1h:12 - Spettatori: 303   | Turchia         | 3 - 0 | Germania        | 25-21, 25-18, 25-21               |
| 4 ottobre 2022 Atlas Arena, Łódź Durata: 1h:16 - Spettatori: 4 385 | Serbia          | 3 - 0 | Polonia         | 26-24, 25-22, 25-18               |
| 5 ottobre 2022 Atlas Arena, Łódź Durata: 1h:43 - Spettatori: 142   | Thailandia      | 1 - 3 | Germania        | 19-25, 22-25, 25-18, 23-25        |
| 5 ottobre 2022 Atlas Arena, Łódź Durata: 1h:17 - Spettatori: 1 120 | Turchia         | 3 - 0 | Canada          | 25-22, 26-24, 28-26               |
| 5 ottobre 2022 Atlas Arena, Łódź Durata: 1h:17 - Spettatori: 222   | Serbia          | 3 - 0 | Rep. Dominicana | 26-24, 25-20, 25-17               |
| 5 ottobre 2022 Atlas Arena, Łódź Durata: 1h:15 - Spettatori: 4 831 | Stati Uniti     | 0 - 3 | Polonia         | 23-25, 20-25, 18-25               |
| 7 ottobre 2022 Atlas Arena, Łódź Durata: 1h:09 - Spettatori: 146   | Serbia          | 3 - 0 | Thailandia      | 25-23, 25-17, 25-15               |
| 7 ottobre 2022 Atlas Arena, Łódź Durata: 1h:44 - Spettatori: 2 262 | Stati Uniti     | 3 - 1 | Turchia         | 25-22, 21-25, 25-20, 25-22        |
| 7 ottobre 2022 Atlas Arena, Łódź Durata: 1h:35 - Spettatori: 182   | Rep. Dominicana | 3 - 1 | Germania        | 19-25, 25-18, 25-22, 25-18        |
| 7 ottobre 2022 Atlas Arena, Łódź Durata: 1h:55 - Spettatori: 9 113 | Polonia         | 3 - 2 | Canada          | 25-18, 19-25, 16-25, 25-23, 15-5  |
| 8 ottobre 2022 Atlas Arena, Łódź Durata: 2h:04 - Spettatori: 624   | Stati Uniti     | 3 - 2 | Thailandia      | 23-25, 21-25, 25-19, 27-25, 15-13 |
| 8 ottobre 2022 Atlas Arena, Łódź Durata: 1h:19 - Spettatori: 3 278 | Serbia          | 3 - 0 | Turchia         | 25-20, 25-21, 25-23               |
| 8 ottobre 2022 Atlas Arena, Łódź Durata: 1h:59 - Spettatori: 289   | Rep. Dominicana | 2 - 3 | Canada          | 25-18, 23-25, 17-25, 27-25, 7-15  |
| 8 ottobre 2022 Atlas Arena, Łódź Durata: 2h:03 - Spettatori: 9 086 | Polonia         | 3 - 2 | Germania        | 26-24, 20-25, 25-18, 26-28, 15-10 |

##### Classifica
| Pos. | Squadra         | Pt | G | V | P | SV | SP | Ratio  | PF  | PS  | Ratio |
| ---- | --------------- | -- | - | - | - | -- | -- | ------ | --- | --- | ----- |
| 1.   | Serbia          | 26 | 9 | 9 | 0 | 27 | 2  | 13,500 | 714 | 570 | 1,252 |
| 2.   | Stati Uniti     | 20 | 9 | 7 | 2 | 21 | 11 | 1,909  | 745 | 652 | 1,142 |
| 3.   | Turchia         | 17 | 9 | 6 | 3 | 21 | 13 | 1,615  | 775 | 699 | 1,108 |
| 4.   | Polonia         | 17 | 9 | 6 | 3 | 21 | 14 | 1,500  | 792 | 720 | 1,100 |
| 5.   | Canada          | 14 | 9 | 5 | 4 | 17 | 18 | 0,944  | 767 | 741 | 1,035 |
| 6.   | Rep. Dominicana | 15 | 9 | 4 | 5 | 19 | 17 | 1,117  | 789 | 764 | 1,032 |
| 7.   | Thailandia      | 11 | 9 | 4 | 5 | 16 | 19 | 0,842  | 757 | 769 | 0,984 |
| 8.   | Germania        | 11 | 9 | 3 | 6 | 14 | 20 | 0,700  | 735 | 767 | 0,958 |

      Qualificata ai quarti di finale.

### Fase finale
|  | Quarti di finale | Quarti di finale | Quarti di finale |  |    | Semifinali | Semifinali  | Semifinali |                 |                 | Finale          | Finale | Finale |
|  |                  |                  |                  |  |    |            |             |            |                 |                 |                 |        |        |
|  | 1E               | Italia           | 3                |  |    |            |             |            |                 |                 |                 |        |        |
|  | 1E               | Italia           | 3                |  |    |            |             |            |                 |                 |                 |        |        |
|  | 4E               | Cina             | 1                |  |    |            |             |            |                 |                 |                 |        |        |
|  | 4E               | Cina             | 1                |  | 1E | Italia     | 1           |            |                 |                 |                 |        |        |
|  |                  |                  |                  |  | 1E | Italia     | 1           |            |                 |                 |                 |        |        |
|  |                  |                  |                  |  |    | 2E         | Brasile     | 3          |                 |                 |                 |        |        |
|  | 2E               | Brasile          | 3                |  |    | 2E         | Brasile     | 3          |                 |                 |                 |        |        |
|  | 2E               | Brasile          | 3                |  |    |            |             |            |                 |                 |                 |        |        |
|  | 3E               | Giappone         | 2                |  |    |            |             |            |                 |                 |                 |        |        |
|  | 3E               | Giappone         | 2                |  |    |            |             |            |                 | 2E              | Brasile         | 0      |        |
|  |                  |                  |                  |  |    |            |             |            |                 | 2E              | Brasile         | 0      |        |
|  |                  |                  |                  |  |    |            |             |            |                 |                 | 1F              | Serbia | 3      |
|  | 1F               | Serbia           | 3                |  |    |            |             |            |                 |                 | 1F              | Serbia | 3      |
|  | 1F               | Serbia           | 3                |  |    |            |             |            |                 |                 |                 |        |        |
|  | 4F               | Polonia          | 2                |  |    |            |             |            |                 |                 |                 |        |        |
|  | 4F               | Polonia          | 2                |  | 1F | Serbia     | 3           |            | Finale 3° posto | Finale 3° posto | Finale 3° posto |        |        |
|  |                  |                  |                  |  | 1F | Serbia     | 3           |            |                 |                 |                 |        |        |
|  |                  |                  |                  |  |    | 2F         | Stati Uniti | 1          |                 |                 | 1E              | Italia | 3      |
|  | 2F               | Stati Uniti      | 3                |  |    |            | Stati Uniti | 1          |                 |                 | 1E              | Italia | 3      |
|  | 2F               | Stati Uniti      | 3                |  |    |            |             |            |                 | 2F              | Stati Uniti     | 0      |        |
|  | 3F               | Turchia          | 0                |  |    |            |             |            |                 |                 | Stati Uniti     | 0      |        |
|  | 3F               | Turchia          | 0                |  |    |            |             |            |                 |                 |                 |        |        |

#### Quarti di finale
| 11 ottobre 2022 Omnisport Apeldoorn, Apeldoorn Durata: 1h:26 - Spettatori: 3 800 | Italia      | 3 - 1 | Cina     | 25-16, 25-22, 13-25, 25-17        |
| 11 ottobre 2022 Gliwice Arena, Gliwice Durata: 1h:12 - Spettatori: 3 447         | Stati Uniti | 3 - 0 | Turchia  | 25-22, 25-15, 25-20               |
| 11 ottobre 2022 Omnisport Apeldoorn, Apeldoorn Durata: 2h:04 - Spettatori: 4 300 | Brasile     | 3 - 2 | Giappone | 18-25, 18-25, 25-22, 27-25, 15-13 |
| 11 ottobre 2022 Gliwice Arena, Gliwice Durata: 2h:09 - Spettatori: 7 923         | Serbia      | 3 - 2 | Polonia  | 21-25, 25-21, 25-19, 24-26, 16-14 |

#### Semifinali
| 12 ottobre 2022 Gliwice Arena, Gliwice Durata: 1h:37 - Spettatori: 4 249         | Serbia | 3 - 1 | Stati Uniti | 25-21, 25-20, 17-25, 25-23 |
| 13 ottobre 2022 Omnisport Apeldoorn, Apeldoorn Durata: 1h:50 - Spettatori: 5 735 | Italia | 1 - 3 | Brasile     | 23-25, 25-22, 24-26, 19-25 |

#### Finale 3º posto
| 15 ottobre 2022 Omnisport Apeldoorn, Apeldoorn Durata: 1h:11 - Spettatori: 6 376 | Italia | 3 - 0 | Stati Uniti | 25-20, 25-15, 27-25 |

#### Finale
| 15 ottobre 2022 Omnisport Apeldoorn, Apeldoorn Durata: 1h:20 - Spettatori: 6 376 | Brasile | 0 - 3 | Serbia | 24-26, 22-25, 17-25 |

## Classifica finale
| Pos | Squadra         | Rosa |
| --- | --------------- | --- |
|     | Serbia          | Formazione: 1 Buša, 2 Lazović, 4 Živković, 5 Popović, 8 Mirković, 9 Mihajlović, 12 Pušić, 13 Bjelica, 14 Aleksić, 15 Stevanović, 16 Jegdić, 18 Bošković, 19 Milenković, 22 Lozo, CT: Santarelli                        |
|     | Brasile         | Formazione: 2 Gattaz, 3 Kudiess, 4 da Silva, 5 Daroit, 6 Costa, 7 Montibeller, 8 Carneiro, 9 Ratzke, 10 Guimarães, 14 de Araújo, 15 Viezel, 16 do Nascimento, 19 Santos, 24 Teixeira, CT: Guimarães                    |
|     | Italia          | Formazione: 1 Lubian, 3 Gennari, 4 Bonifacio, 5 Malinov, 6 De Gennaro, 7 Fersino, 8 Orro, 9 Bosetti, 10 Chirichella, 11 Danesi, 14 Pietrini, 15 Nwakalor, 17 Sylla, 18 Egonu, CT: Mazzanti                             |
| 4.  | Stati Uniti     | Formazione: 2 Poulter, 4 Wong-Orantes, 5 Hentz, 7 Carlini, 8 Tapp, 11 Drews, 13 Wilhite, 15 Washington, 18 Bajema, 20 Cuttino, 23 Robinson, 24 Ogbogu, 30 Frantti, 31 Stevenson, CT: Kiraly                            |
| 5.  | Giappone        | Formazione: 2 Uchiseto, 3 Koga, 4 Ishikawa, 5 Shimamura, 10 Inoue, 12 Momii, 15 Hayashi, 19 Yamada, 22 Fukudome, 23 Yokota, 26 Miyabe, 30 Seki, 37 Miyabe, 38 Sato, CT: Manabe                                         |
| 6.  | Cina            | Formazione: 1 Yuan, 3 Diao, 4 Yang, 5 Gao, 6 Gong, 7 Wang Y.y., 8 Jin, 10 Wang Y.l., 11 Wang Y.z., 12 Li, 15 Wang W.y., 16 Ding, 18 Wang M.j., 19 Chen, CT: Cai                                                        |
| 7.  | Polonia         | Formazione: 1 Stenzel, 2 Stencel, 3 Alagierska, 5 Kąkolewska, 6 Ganszczyk, 7 Bociek, 8 Górecka, 9 Stysiak, 10 Fedusio, 12 Szczygłowska, 14 Wołosz, 22 Szlagowska, 26 Wenerska, 30 Różański, CT: Lavarini               |
| 8.  | Turchia         | Formazione: 2 Aköz, 3 Özbay, 6 S. Şahin, 7 Baladın, 9 İsmailoğlu, 12 E. Şahin, 13 Boz, 14 Erdem, 15 Akyol, 17 Cebecioğlu, 18 Güneş, 20 Sarıoğlu, 22 Aydın, 99 Karakurt, CT: Guidetti                                   |
| 9.  | Belgio          | Formazione: 2 Van Sas, 3 Herbots, 4 Lemmens, 5 Guilliams, 7 Van Gestel, 9 Demeyer, 10 Martin, 12 Krenicky, 13 Janssens, 15 Van de Vyver, 18 Rampelberg, 19 Van Avermaet, 21 Stragier, 22 Koulberg, CT: Vande Broek     |
| 10. | Canada          | Formazione: 3 Van Ryk, 4 Savard, 5 Murmann, 6 White, 8 Ogoms, 9 Gray, 11 Mitrovic, 12 Cross, 13 O'Reilly, 14 Howe, 16 Livingston, 18 Robitaille, 19 Maglio, 20 Palermo, CT: Winzer                                     |
| 11. | Rep. Dominicana | Formazione: 2 Rodríguez, 5 Castillo, 6 Domínguez, 7 Marte, 8 Arias, 9 Hinojosa, 15 Guillén, 16 Peña, 18 de la Cruz, 20 B. Martínez, 21 J. Martínez, 23 Ga. González, 24 Ge. González, 25 L. Martínez, CT: Kwiek        |
| 12. | Paesi Bassi     | Formazione: 2 Savelkoel, 4 Plak, 5 Knollema, 7 Lohuis, 9 Schoot, 11 Buijs, 12 Bongaerts, 14 Dijkema, 18 Jasper, 19 Daalderop, 20 Polder, 23 Timmerman, 25 Reesink, 26 Dambrink, CT: Selinger                           |
| 13. | Thailandia      | Formazione: 2 Pannoy, 3 Guedpard, 5 Nuekjang, 9 Yupa, 11 Pinsuwan, 12 Bamrungsuk, 13 Jaisaen, 14 Sooksod, 16 Kokram, 17 Janthawisut, 18 Kongyot, 19 Moksri, 22 Nuanjam, 24 Boonlert, CT: Sriwacharamaytakul            |
| 14. | Germania        | Formazione: 2 Kästner, 4 Pogany, 5 Glaab, 6 Geerties, 8 Drewniok, 9 Alsmeier, 10 Stigrot, 12 Orthmann, 13 Hippe, 14 Schölzel, 15 Lohmann, 17 Weihenmaier, 21 Weitzel, 22 Strubbe, CT: Heynen                           |
| 15. | Porto Rico      | Formazione: 2 Venegas, 4 Santos, 7 Enright, 8 Rojas, 9 Nogueras, 10 Reyes, 11 Abercrombie, 12 Ortiz, 14 Valentín, 15 Collazo, 16 Hernández, 21 Victoriá, 22 Ocasio, 23 Vélez, CT: Morales                              |
| 16. | Argentina       | Formazione: 2 Germanier, 3 Nizetich, 4 Bulaich, 5 Salinas, 6 Verdier, 7 Mercado, 9 Cugno, 10 Sosa, 12 Rizzo, 13 Farriol, 14 Mayer, 17 Herrera, 19 Graff, 30 Pelozo, CT: Ferraro                                        |
| 17. | Bulgaria        | Formazione: 1 G. Dimitrova, 2 N. Dimitrova, 4 Bečeva, 5 Jordanova, 6 Paskova, 7 Kitipova, 8 Barakova, 9 Săjkova, 10 Todorova, 13 Paškuleva, 16 Vasileva, 17 Marinova, 18 Čauševa, 28 Krivošijska, CT: Micelli          |
| 18. | Rep. Ceca       | Formazione: 1 Kossányiová, 2 Hodanová, 4 Orvošová, 8 Koulisiani, 9 Digrinová, 10 Valková, 11 Dostalová, 13 Pavlíková, 16 Mlejnková, 17 Faltínová, 18 Šimáňová, 19 Kojdová, 23 Kopecká, 26 Blažková, CT: Athanasopoulos |
| 19. | Kenya           | Formazione: 1 Kilabat, 2 Oluoch, 3 Makuto, 5 Kiprono, 6 Barasa, 7 Misoki, 10 Murambi, 12 Emaniman, 13 Kiitha, 14 Moim, 15 Kaei, 16 Kundu, 19 Mukuvilani, 20 Sande, CT: de Moura                                        |
| 20. | Corea del Sud   | Formazione: 1 Han S.j., 3 Yeum, 4 Han D.h., 5 Kim H.k., 8 Kim Y.y., 9 Lee J.a., 11 Park H.m., 12 Lee D.h., 13 Park J.a., 15 Lee S.w., 17 Ha, 18 Hwang, 19 Pyo, 20 Yoo, CT: Hernández                                   |
| 21. | Colombia        | Formazione: 1 Mosquera, 2 Soto, 3 Segovia, 5 Olaya, 6 Carabalí, 7 Montaño, 9 Grajales, 10 Toro, 13 Gómez, 14 Velásquez, 15 Marín, 16 Rangel, 19 Martínez, 20 Coneo, CT: Rizola                                         |
| 22. | Croazia         | Formazione: 2 Grbavica, 3 Strunjak, 4 Butigan, 6 Perić, 7 Miloš, 9 Mlinar, 10 Karatović, 11 Dumančić, 12 Marković, 13 Fabris, 14 Šamadan, 16 Deak, 19 Štimac, 20 Tomić, CT: Akbaş                                      |
| 23. | Kazakistan      | Formazione: 3 Petrenko, 4 Mikhailova, 9 Chumak, 11 Meister, 12 Bekisheva, 15 Beket, 16 Nikitina, 17 Belchenko, 19 Kolomoyets, 21 Sagimbayeva, 25 Nigmatulina, 27 Smirnova, 29 Belova, 99 Kozhanberdina, CT: Dobreskov  |
| 24. | Camerun         | Formazione: 1 Sourea, 2 Rodrigue, 3 Mengue, 5 Olomo, 7 Ngaméni, 8 Bikatal, 9 Ngatcheu, 10 Bikatal, 12 Blamdai, 13 Wete Sissako, 14 Amana, 15 Piata Zessi, 16 Adiana, 18 Guebong, CT: Akono                             |

## Premi individuali
| Premio                 | Nome                  | Squadra |
| ---------------------- | --------------------- | ------- |
| MVP                    | Tijana Bošković       | Serbia  |
| Miglior palleggiatrice | Bojana Živković       | Serbia  |
| Miglior opposto        | Tijana Bošković       | Serbia  |
| Miglior schiacciatrice | Gabriela Guimarães    | Brasile |
| Miglior schiacciatrice | Myriam Sylla          | Italia  |
| Miglior centrale       | Ana Carolina da Silva | Brasile |
| Miglior centrale       | Anna Danesi           | Italia  |
| Miglior libero         | Teodora Pušić         | Serbia  |

## Statistiche
| Rendimento individuale | Rendimento individuale | Rendimento individuale | Rendimento individuale |
| Pos.                   | Nome                   | Punti                  | Squadra                |
| ---------------------- | ---------------------- | ---------------------- | ---------------------- |
| 1                      | Paola Egonu            | 275                    | Italia                 |
| 2                      | Magdalena Stysiak      | 241                    | Polonia                |
| 3                      | Tijana Bošković        | 240                    | Serbia                 |
| 4                      | Britt Herbots          | 222                    | Belgio                 |
| 5                      | Gabriela Guimarães     | 214                    | Brasile                |
| 6                      | Li Yingying            | 179                    | Cina                   |
| 7                      | Kiera Van Ryk          | 176                    | Canada                 |
| 8                      | Ebrar Karakurt         | 173                    | Turchia                |
| 9                      | Gaila González         | 166                    | Rep. Dominicana        |
| 10                     | Arisa Inoue            | 159                    | Giappone               |

| Attacchi vincenti | Attacchi vincenti  | Attacchi vincenti | Attacchi vincenti |
| Pos.              | Nome               | Punti             | Squadra           |
| ----------------- | ------------------ | ----------------- | ----------------- |
| 1                 | Paola Egonu        | 244               | Italia            |
| 2                 | Tijana Bošković    | 219               | Serbia            |
| 3                 | Britt Herbots      | 203               | Belgio            |
| 4                 | Gabriela Guimarães | 200               | Brasile           |
| 5                 | Magdalena Stysiak  | 197               | Polonia           |
| 6                 | Kiera Van Ryk      | 161               | Canada            |
| 7                 | Li Yingying        | 160               | Cina              |
| 8                 | Arisa Inoue        | 146               | Giappone          |
| 9                 | Ebrar Karakurt     | 139               | Turchia           |
| 10                | Brayelin Martínez  | 137               | Rep. Dominicana   |

| Muri vincenti | Muri vincenti         | Muri vincenti | Muri vincenti |
| Pos.          | Nome                  | Punti         | Squadra       |
| ------------- | --------------------- | ------------- | ------------- |
| 1             | Ana Carolina da Silva | 59            | Brasile       |
| 2             | Anna Danesi           | 42            | Italia        |
| 3             | Neira Ortiz           | 39            | Porto Rico    |
| 4             | Magdalena Stysiak     | 35            | Polonia       |
| 5             | Agnieszka Kąkolewska  | 34            | Polonia       |
| 6             | Jovana Stevanović     | 33            | Serbia        |
| 7             | Eline Timmerman       | 31            | Paesi Bassi   |
| 8             | Marlies Janssens      | 29            | Belgio        |
| 9             | Chiaka Ogbogu         | 27            | Stati Uniti   |
| 10            | Ebrar Karakurt        | 24            | Turchia       |
| 10            | Candelaria Herrera    | 24            | Argentina     |

| Battute vincenti | Battute vincenti   | Battute vincenti | Battute vincenti |
| Pos.             | Nome               | Punti            | Squadra          |
| ---------------- | ------------------ | ---------------- | ---------------- |
| 1                | Caterina Bosetti   | 18               | Italia           |
| 1                | Andrea Drews       | 18               | Stati Uniti      |
| 3                | Jordyn Poulter     | 14               | Stati Uniti      |
| 3                | Mayu Ishikawa      | 14               | Giappone         |
| 5                | Gaila González     | 13               | Rep. Dominicana  |
| 6                | Olivia Różański    | 12               | Polonia          |
| 7                | Haleigh Washington | 11               | Stati Uniti      |
| 7                | Alexandra Frantti  | 11               | Stati Uniti      |
| 7                | Li Yingying        | 11               | Cina             |
| 10               | Ebrar Karakurt     | 10               | Turchia          |
| 10               | Lee Seon-woo       | 10               | Corea del Sud    |
| 10               | Tainara Santos     | 10               | Brasile          |
| 10               | Wang Yunlu         | 10               | Cina             |
| 10               | Jovana Stevanović  | 10               | Serbia           |
| 10               | Emily Maglio       | 10               | Canada           |